# Karl Gaudelius
Karl Gaudelius (um 1820 in Frankfurt am Main – 14. Februar 1871 in Lübeck) war ein deutscher Theaterschauspieler, Theater- und Opernregisseur sowie Theaterleiter und Theaterintendant.

## Leben
Gaudelius sollte ursprünglich Kaufmann werden, betrat aber am 29. Dezember 1839 in Basel als „Leutnant v. Berg“ in Pagenstreiche von August von Kotzebue die Bühne ohne besondere Vorbereitung. Nach diesem Auftritt erhielt er Engagements, in denen er nur erste Liebhaber spielte.
Er wirkte in Freiburg (1843), Würzburg (1844), Augsburg (1845–1846), Rostock (1847), Reval (1849), Regensburg (1850), Bonn (1851) und Ballenstedt (1852). 
1853 ging er als Intendant nach Krakau. 1856 wechselte er nach Altona, 1857 nach Trier, 1858 nach Chemnitz, 1859 nach Troppau, wo er bis 1862 verblieb. 1863 arbeitete er als Oberregisseur an der Deutschen Oper in Rotterdam. 1864 leitete er das Theater in Gothenburg in Schweden und übernahm 1866 das Stadttheater Lübeck. Dort blieb er bis zu seinem Tod.
Verheiratet war er mit der Schauspielerin Anna Reuß, die er in Reval kennengelernt hatte.